# Corteolona e Genzone
Corteolona e Genzone ist eine italienische Gemeinde in der Provinz Pavia (Region Lombardei). Sie wurde am 1. Januar 2016 aus den Gemeinden Corteolona und Genzone gebildet. Sie zählt 2540 Einwohner (Stand 31. Dezember 2023).